# Her Great Match
Her Great Match er en amerikansk stumfilm fra 1915 af René Plaissetty.

## Medvirkende
- Gail Kane som Jo Sheldon.
- Vernon Steele som Adolph.
- Ned Burton som Mr. Bote.
- Clarissa Selwynne som Mrs. Sheldon.
- Lawrence Grattan som Mr. Sheldon.